# 教育出版
教育出版株式会社（きょういくしゅっぱん、略称：教出、英語：KYOIKU-SHUPPAN Co., Ltd.）は、東京都江東区に所在する日本の総合教科書出版社。

## 概要
文部科学省検定済教科書の発行者番号は17。大日本印刷(DNP)グループの出版社であり、小学校・中学校・高等学校の教科書や副読本の出版を主な事業とする。教科書業界において東京書籍、光村図書出版に次ぐ発行部数を誇る。小学校・中学校・高等学校・特別支援学校の教科書・書籍を扱っており、これらを総合的に出版しているのは東京書籍と教育出版のみである。1948年、当時大日本印刷専務であった北島織衛と北海道にて教員経験のあった小坂佐久馬らによって設立された。創業メンバーは小坂の呼びかけにより集まった教員時代の仲間が中心であり、教育出版は現場の先生がつくった会社といわれる所以である。現在でも「教育の現場とともに歩む」ことをモットーとしている。

## 沿革
- 1948年 - 東京都中央区銀座に創業。
- 1949年 - 初の教科書展示会に小学校の音楽5点、高等学校の英作文法2点の計7点を出展。
- 1951年 - 千代田区神田神保町に移転。
- 1953年 - 地方版教科書(北海道)発行。
- 1958年 - 社章（2代目）制定。本を見開きにした輪郭の中にKSKを配したもので、デザイナーは伊藤憲治。
- 1961年 - 二葉株式会社を合併し、業界第二の地位となる。
- 1962年 - 学校教材用機器の製作・取次・販売を目的に日本教材株式会社を設立。
- 1974年 - 数学教育の書籍・雑誌の出版、その他教材の製作・販売を目的に株式会社新数社を設立。
- 1988年 - 創立40周年に伴い、新社マーク、新社名ロゴを制定。
- 1992年 - 小学校生活科教科書を発行。
- 1998年 - シリーズ「江戸東京ライブラリー」刊行開始。
- 1999年 - 関連会社の日本教材株式会社と株式会社新数社を統合し、日本教材システム株式会社とする。
- 2000年 - 再生紙や大豆インクによる教科書製造スタート。
- 2002年 - 企業・団体による学習支援サイトの先駆けとなる「もの知りテーマパーク」を立ち上げる 。
- 2002年 - 会社理念「なかよし宣言」を制定。その一環として「地球となかよしメッセージ」作品コンクールを開始 。
- 2003年 - 教育情報誌「Educo」発刊。
- 2005年 - プライバシーマーク取得。
- 2008年 - 拡大教科書発行開始。
- 2008年 - Z会、河合塾、教育出版による共同出資会社、株式会社ハピラル・テストソリューションズを設立。
- 2011年 - 業界初の取り組みとして、中学校教科書（見本本）の製造からグリーン電力の使用を開始。
- 2011年 - 小学校「デジタル教科書」を発行開始。
- 2012年 - 中学校「デジタル教科書」を発行開始。
- 2013年 - 民間企業として初めてCUD（カラーユニバーサルデザイン）の検証を行う認証機関となる。
- 2014年 - ミャンマー初等教育カリキュラム改定プロジェクトへの技術支援に参画。
- 2018年 - 小学校道徳科教科書「はばたこう明日へ」を発行。
- 2019年 - 中学校道徳科教科書「とびだそう未来へ」を発行。
- 2020年 - 小学校外国語科教科書「ONE WORLD Smiles」を発行。
- 2020年 - 江東区有明に移転。
- 2021年 - 学研教育みらい(現・Gakken)との共同研究事業「みらい授業フォーラム」を発足。

## 企業理念
『学びのチカラで 人と社会を 未来へつなぐ』

## なかよし宣言
- コンセプトワード『地球となかよし』

地球環境やあらゆる生命を大切にしようという願いを込め、社会のさまざまな場面で人間の成長に貢献していく。
- 「地球となかよしメッセージ」作品コンクール

自然を守り、世界中の人々が平和に暮らしていけるようにするために、写真(絵またはイラスト)と短い文章とを組み合わせたメッセージを募集する作品コンクール。小学生・中学生を対象に毎年7月から9月に受け付けており、海外の日本人学校を含む全国各地から応募がある。
2022年に第20回記念大会が行われた。

## 教科書・教材・書籍
- 発行教科等（2020年現在）
  - 小学校 - 国語、書写、社会、算数、理科、生活、音楽、英語、道徳 / 安全
  - 中学校 - 国語、書写、社会、数学、理科、音楽、英語、道徳 / 安全
  - 高等学校 - 国語、音楽、書道、英語
  - 特別支援学校

- デジタル教科書 - 小学校/中学校の発行教科書に対応し、指導者用デジタル教科書・学習者用デジタル教科書を取り扱っている。

- 一般書籍 - 主に教育現場向けの書籍を扱う。
  - 教科教育
  - 学校経営・学級経営・学習指導
  - 特別支援教育
  - 幼児教育・保育
  - 環境教育 - 『オーロラの向こうに』『アラスカ無人島だより』(松本紀生 著・写真)、『流氷の伝言』『ほたるの伝言』(小原玲 著・写真) 等

## その他
- 教育情報誌「Educo」を原則年3回発行発行している。
- 小・中学校の情報誌シリーズ「まなびのチカラ　e-na!!」を年2回発行している。
- 「まなびリンク」導入。
- LINE公式アカウント「教育出版」を運営。

- YouTube教育出版チャンネルを開設している。
  - 「教育出版チャンネル」
  - 「教育出版理科ライブラリ」
  - 「教育出版音楽ライブラリ」
  - 「教育出版書道ライブラリ」

- アプリをAppStoreよりリリース。
  - 「星座早見AR」-  星空にスマートフォンを向けることで、その方位にある星座の名前や位置を調べられるAR機能搭載のアプリ。
  - 「教科書リンク」- 教育出版が発行する教科書と連動してデジタル教材を提供するアプリ。

## 本社・支社・営業所
- 東京本社 (江東区有明)
- 北海道支社 (札幌市)
- 函館営業所 (函館市)
- 東北支社 (仙台市)
- 中部支社 (名古屋市)
- 関西支社 (大阪市)
- 中国支社 (広島市)
- 四国支社 (松山市)
- 九州支社 (福岡市)
- 沖縄営業所 (那覇市)

## 関連会社
- 日本教材システム株式会社 - 出版物の編集制作業務、著作権処理業務を行う。日本教材株式会社と株式会社新数社の統合により設立[3]。
- 株式会社ハピラル・テストソリューションズ - Z会、河合塾、教育出版による共同出資会社として設立。

## 不祥事
2014年度（平成26年度）以前に、複数の発行者が厳格な情報管理が求められている検定中の教科書を教員に閲覧させ、金品を支払っていた事案等が発覚した。